# Mariano Suárez Veintimilla
Mariano Suárez Veintimilla (Otavalo, 8 de junho de 1897 – Quito, 23 de outubro de 1980) foi um político equatoriano. Ocupou o cargo de presidente de seu país entre 2 de setembro de 1947 e 16 de setembro de 1947.